# Gaudenty (imię)
Gaudenty – imię męskie pochodzenia łacińskiego, wywodzące się od słowa gaudens, -tis, 'radujący się', oznaczającego „człowieka o radosnym usposobieniu”. 

Patronem imienia jest m.in. św. Gaudenty (biskup Brescii), wspominany 25 października.
Oboczną formą imienia jest Gaudencjusz.
Żeńską formą imienia jest Gaudencja.
Gaudenty imieniny obchodzi 22 stycznia, 12 lutego, 19 czerwca, 25 sierpnia, 14 października i 25 października.
Znane osoby noszące imię Gaudenty:
- Gaudenty (biskup lubuski)
- Radzim Gaudenty, arcybiskup gnieźnieński, błogosławiony

Zobacz też: 
- Saint-Gauzens
- Saint-Jouvent